# Evans Chebet
Pour les articles homonymes, voir Chebet.
Evans Kiplagat Chebet  (né le 10 novembre 1988) est un athlète kényan, spécialiste du marathon.

## Biographie
Il établit en 2020 le temps de 2 h 3 min 0 s lors du Marathon de Valence.
Le 18 avril 2022, il remporte le Marathon de Boston dans le temps de 2 h 6 min 51 s, puis s'impose le 6 novembre 2022 sur le Marathon de New York en 2 h 8 min 41 s, devenant le troisième athlète seulement à remporter ces deux épreuves au cours de la même saison.
Le 17 avril 2023, il conserve son titre au Marathon de Boston en 2 h 5 min 54 s.
Le 3 novembre 2024, il termine deuxième du Marathon de New York en 2 h 07 min 45 s.

## Palmarès
- Marathon de New York : vainqueur en 2022
- Marathon de Boston : vainqueur en 2022 et 2023
- Marathon de Valence : vainqueur en 2020